# مهرداد جنابی
مهرداد جنابی (زاده ۱۳۳۵ در تهران) آهنگساز اهل ایران است.

## آهنگسازی سینما
- صبحانه‌ای برای دونفر (۱۳۸۲)
- پسران مهتاب (ارتشی در تاریکی) (۱۳۸۱)
- رز زرد (۱۳۸۱)
- ستاره‌های سربی (۱۳۸۱)
- کفش‌های جیرجیرک دار (۱۳۸۱)
- شهرت (۱۳۷۹)
- مارال (۱۳۷۹)
- شیرهای جوان (۱۳۷۸)
- بید و باد (۱۳۷۷)
- چشم عقاب (۱۳۷۷)
- یاغی (۱۳۷۶)
- شوک (۱۳۷۵)
- عقرب (۱۳۷۵)
- روز دیدار (۱۳۷۴)
- قانون (۱۳۷۴)
- ویرانگر (۱۳۷۴)
- آقای شانس (۱۳۷۳)
- افسانه دو خواهر (۱۳۷۳)
- شریک زندگی (۱۳۷۳)
- هدف (۱۳۷۳)
- ترانزیت (۱۳۷۲)
- یاران (۱۳۷۲)
- رابطه پنهانی (۱۳۷۱)
- قافله (۱۳۷۱)
- مأموریت آقای شادی (۱۳۷۱)
- بازی بزرگان (۱۳۶۹)